# بج
البَج أو القط الأنمر (بالإنجليزية: Serval)‏ هو إحدى أنواع السنوريات المتوسطة الحجم التي تعيش في إفريقيا، وهو وثيق الصلة بعناق الأرض والسنور الذهبي الإفريقي. يبلغ طول البج 85 سنتيمترًا (34 إنش)، يضاف إليها 40 سنتيمترًا للذيل (16 إنش)، ويبلغ ارتفاعه عند الكتفين نحو 53 سنتيمتر (21 إنش)، ويتراوح وزنه من 9 إلى 20 كيلوغرامًا (20 - 44 رطل)، ويمكن للبج أن يعمّر لما بين 12 و 20 عاما. يعتبر هذا الحيوان نحيلًا، ذو قوائم طويلة وذيل قصير نسبيًّا، بالإضافة لأذان طويلة بيضاوية الشكل قريبة من بعضها، وللبج أنماط متنوعة على فرائه تختلف باختلاف الحيوانات، إلا أنها إجمالًا ما تكون مرقطة برقط سوداء على جلد أسمر، وللبعض من هذه الحيوانات نمطًا خطيًّا يعرف بالإنكليزية باسم «servaline = سرفلين» وتكون الحيوانات ذات هذا النمط أقل رقطة من تلك العاديّة، وبالإضافة إلى ذلك هناك نمط أسود نادر يشابه بشكله النمر الأسود، كما أن هناك نمط أبيض يظهر لدى البج المستأنس فقط، وتكون هذه الحيوانات البيضاء مرقطة برقط رمادية ضاربة إلى الفضي.
تعدّ السَّفناء المسكن الرئيس للبج، على الرغم من أن معظم الأفراد ذات النمط الأسود تعيش في بيئات جبلية عادة، ويحتاج البج إلى مصدر دائم للمياه في منطقته ولهذا فإنها لا تعيش في المناطق شبه الصحراوية أو السهوب الجافة، وهي حيوانات قادرة على التسلق والسباحة إلا أنها نادرًا ما تقوم بذلك، وقد تناقصت أعدادها حاليًا بسبب استصلاح البشر للمناطق التي تسكنها بالإضافة لصيدها للحصول على فرائها. يحظى البج بالحماية في معظم البلدان التي يقطنها، وهو مصنّف من قبل الإتفاقية الدولية لحظر الإتجار بالأنواع المهددة (CITES) على أنه ليس من الحيوانات المهددة بالانقراض حاليًا، لكنه قد يصبح كذلك ما لم تُقيّد التجارة بفرائه بصورة فعّآلة.

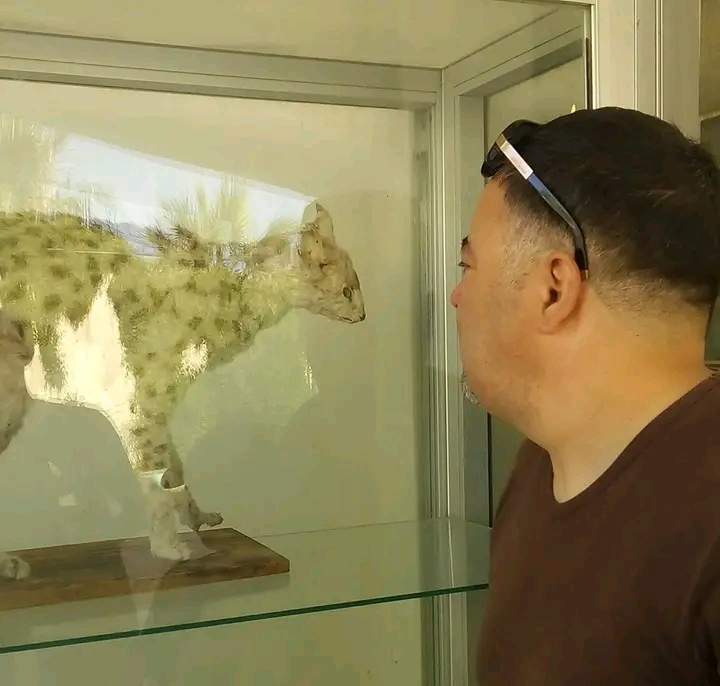
بج محنط تم صيده في الحظيرة الوطنية للقالة في بدايات التسعينات

أصبح البج يُعتبر مؤخرًا أحد الحيوانات الأليفة المفضلة في الولايات المتحدة خصوصًا، إلا أن الخبراء ينصون على أن استئناس هذه الحيوانات ليس بسهولة اقتناء قط مستأنس، على الرغم من أن البج الأليف يبدو وديعًا كالهر، فهذه الحيوانات يجب أن تمضي فترة طويلة في منزل مالكيها وتتفاعل معهم، كما يجب عليهم أن يقوموا بتدريبها على بعض العادات الخاصة بالهررة الأليفة، بما أن البج لا يكتسبها تلقائيًا كما الهر، وحتى هريرات البج المولودة في منزل تتصرف بناءً على غريزتها البريّة وتحتاج إلى وقت طويل لتعتاد التصرّف كالقطط. كما وإن الهريرات غالبًا ما تُلاعب أصحابها بخشونة تفوق خشونة الهررة، لذا فإن مالك هذه الحيوانات يجب أن يكون ذا خبرة في مجال التعامل مع الحيوانات كما يجب أن يكون صبورًا بعض الشيء. وقد تمّ التهجين بين البج والقطط المستأنسة في محاولة للحصول على حيوان يحمل خصائص من الجانبين، وقد أدى هذا إلى الحصول على حيوان هجين يٌعرف باسم قط سفانا، وهو من أكبر سلالات الهر المستأنس وأطولها، حيث يعطيه قده ونحوله مظهرًا يوحي بأنه أثقل مما هو عليه.

## الانتشار والموائل
في شمال إفريقيا، يُعرف السرفال فقط من المغرب وقد أعيد إدخاله في تونس، ولكن يُخشى أن انقرض في الجزائر، يسكن المناطق شبه القاحلة و غابات البلوط الفليني بالقرب من البحر الأبيض المتوسط، ولكنه يتجنب الغابات المطيرة والمناطق القاحلة، يوجد في منطقة الساحل، وينتشر على نطاق واسع في جنوب إفريقيا، يسكن الأراضي العشبية والأراضي الموحلة وغابات الخيزران على ارتفاعات عالية تصل إلى 3800 متر (12500 قدم) على جبل كليمنجارو، يفضل المناطق القريبة من المسطحات المائية مثل الأراضي الرطبة والسافانا ، والتي توفر غطاءً مثل القصب والأعشاب الطويلة، في السافانا بشرق السودان، تم تسجيله في مجمع محمية الدندر - العطاش عبر الحدود أثناء المسوحات بين عامي 2015 و2018
في منتزه لومبي الوطني في زامبيا ، تم تسجيل الكثافة السكانية عند 0.1/كم 2 (0.26/ميل مربع) في عام 2011 في جنوب أفريقيا، تم تسجيل السرفال في ولاية فري ستيت، وشرق كيب الشمالية، وجنوب شمال غرب البلاد، في ناميبيا، يوجد في منتزهي خادوم ومودومو الوطنيين

## النويعات
للبج 18 نويعة:
- النويعة البجيّة (Leptailurus serval serval)، تقطن إقليم رأس الرجاء الصالح
- النويعة الموزمبيقيّة (Leptailurus serval beirae)، تعيش في موزمبيق
- نويعة الساحل (Leptailurus serval brachyurus)، تعيش في إفريقيا الغربية، الساحل الإفريقي، والحبشة

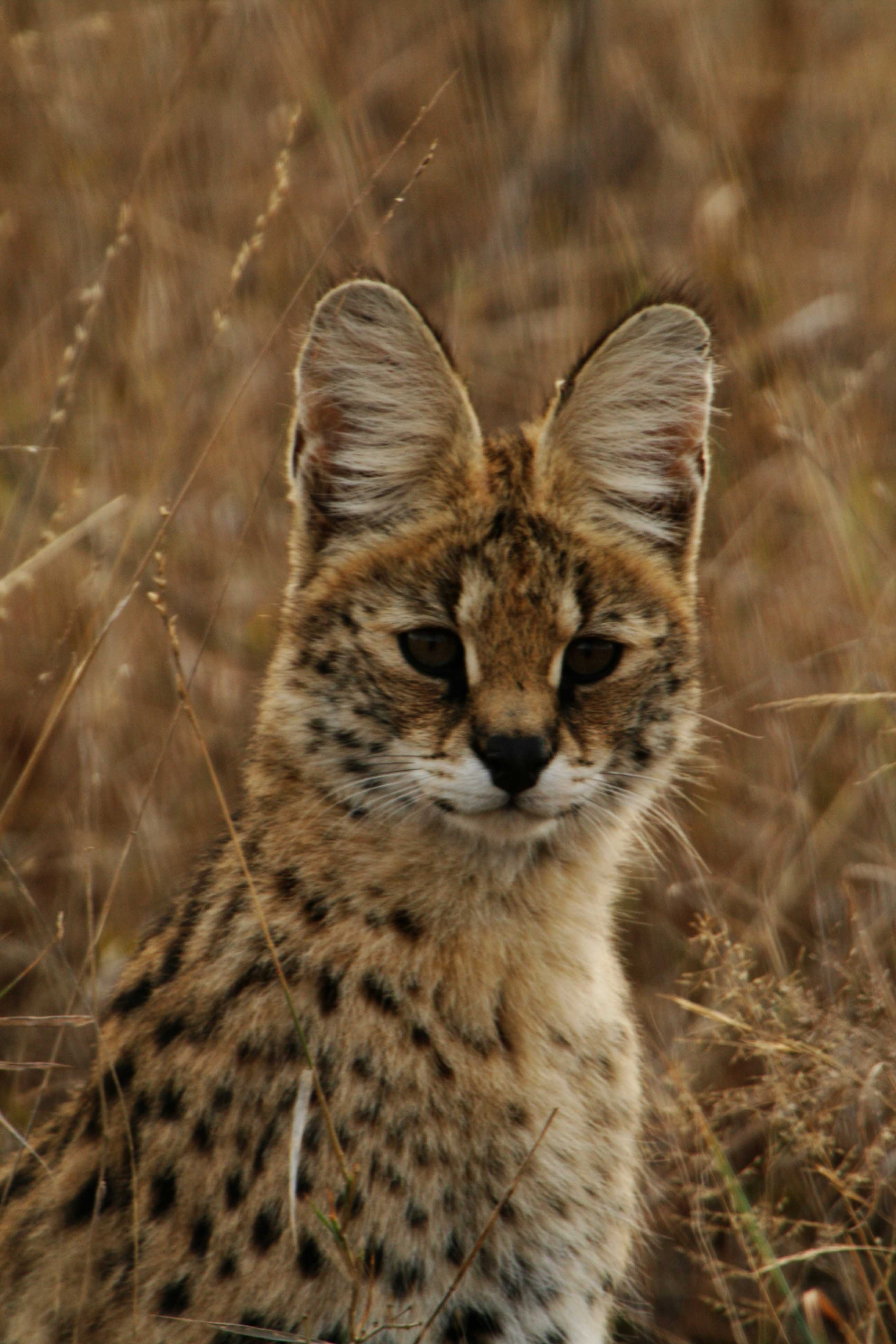
بج من منطقة سابي ساندز في جنوب إفريقيا، لاحظ أذنيه الطويلتين التين يستخدمها لتحديد موقع الطريدة بدقة

- نويعة قسطنطين (Leptailurus serval constantinus)، توجد في الجزائر، تونس، والمغرب (مهددة)
- Leptailurus serval faradjius
- Leptailurus serval ferrarii
- نويعة هاميلتون (Leptailurus serval hamiltoni)، تقطن شرقي إقليم الترانسفال
- النويعة التنزانيّة (Leptailurus serval hindei)، تعيش في تنزانيا
- نويعة أوغندا (Leptailurus serval kempi)، تعيش في أوغندا
- نويعة الكونغو (Leptailurus serval kivuensis)، تعيش في الكونغو
- النويعة الأرنبيّة (Leptailurus serval lipostictus)، تعيش في شمالي أنغولا
- نويعة لونغبيرغ (Leptailurus serval lonnbergi)، تقطن جنوبي أنغولا
- Leptailurus serval pantastictus
- نويعة بوتسوانا (Leptailurus serval mababiensis)، تقطن شمال بوتسوانا
- نويعة فيليبس (Leptailurus serval phillipsi)
- نويعة بوكوك (Leptailurus serval pococki)
- نويعة روبرت (Leptailurus serval robertsi)، تعيش في غرب الترانسفال
- نويعة توغو (Leptailurus serval togoensis)، تقطن توغو وبنين

## السلوك والتزاوج
على الرغم من أن البج متخصص في اصطياد القوارض، إلا أنه يعتبر مفترسًا انتهازيًا حيث تشمل حميته أيضًا: الأرانب البرية، الوبر، الطيور، الزواحف، الحشرات، الأسماك، والضفادع ، وقد تمت مشاهدة البج وهو يقتنص حيوانات أكبر منه حجمًا من شاكلة الظباء الصغيرة، إلا أنه إجمالًا ما تزن 90% من فرائس هذه الحيوانات أقل من 200 غرام (7 أونصات). ويُعرف عن البج أنه يقتات بسرعة كبيرة حالمًا يمسك بطريدته، وبحال كانت الطريدة كبيرة لدرجة معينة فمن الممكن للبج أن يتقيأ بسبب سرعة أكله التي تسبب انسداد الحلق.

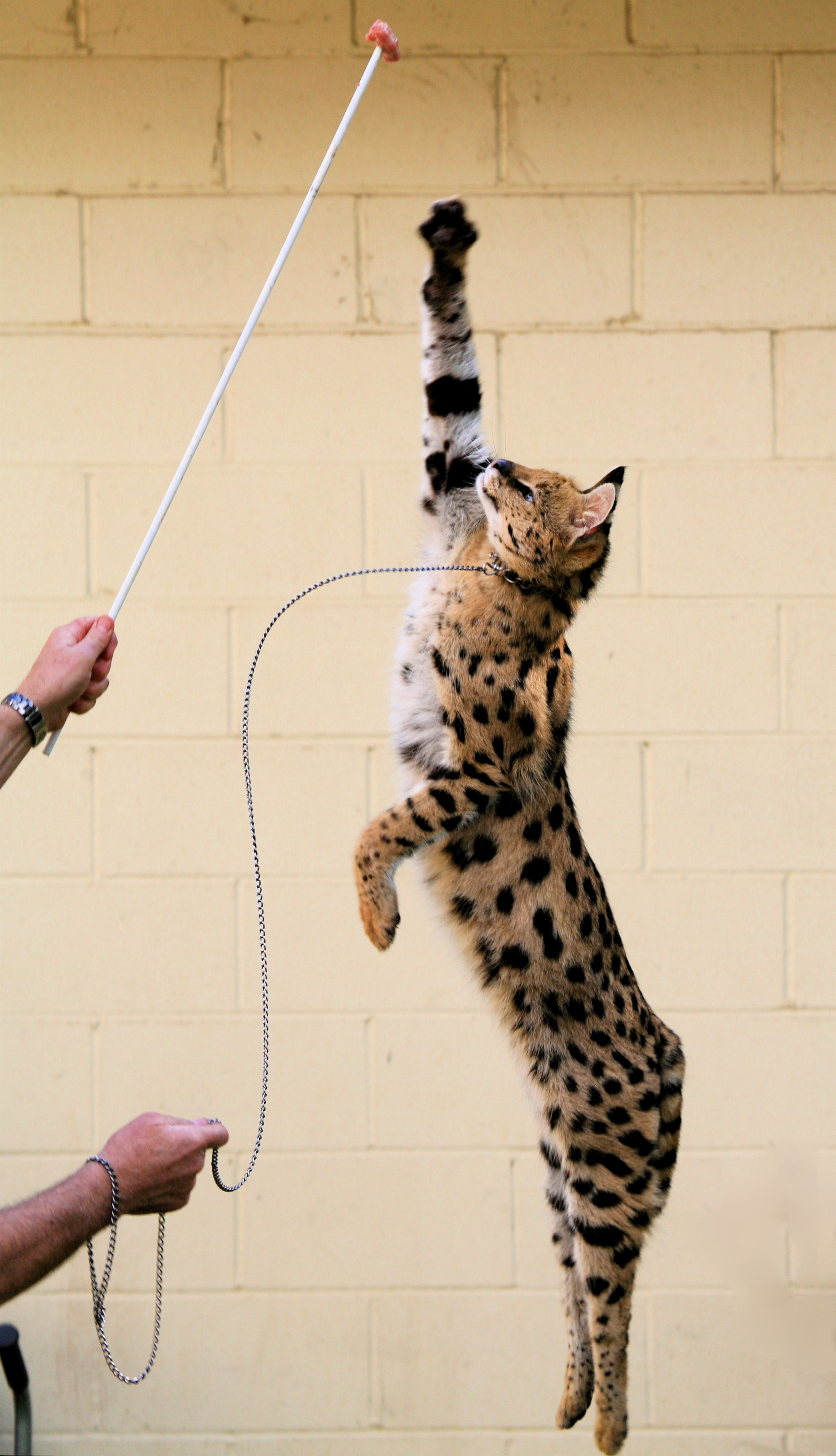
قيّم على الحيوانات في إحدى الحدائق يظهر مقدرة البج على القفز عموديًا

يمتلك البج قوائم طويلة تعدّ الأطول بين جميع السنوريات، بالمقارنة مع حجم الجسد، بالإضافة لأذنين طويلتين جدًا، وتعتبر هذه الأعضاء مهمّة لهذا السنور حيث أنه لولاها لما كان باستطاعته التأقلم مع حياة الصيد في السفانا. وتساعد القوائم والعنق الطويل البج على الرؤية فوق الأعشاب العالية، وتساعده أذناه على تحديد موقع القوارض بالضبط، حتى تلك التي تحفر تحت الأرض، ويقوم البج بالوقوف ثابتًا دون حراك لمدة 15 دقيقة عندما يصطاد ويغمض عينيه وينصت إلى أي صوت صادر عن حركة. وعندما يحدد البج موقع طريدته يقفز قفزة عمودية في الهواء ليهبط بعدها على الفريسة، وتعتبر هذه القفزة مميزة لهذا الحيوان حيث يعتقد بأنه تأقلم ليقفز بهذا الشكل ليمسك بالطيور التي تقلع بعد أن تجفل. يعتبر البج صيادًا ناجحًا حيث تتكلل نحو 50% من محاولات صيده بالنجاح مقارنة بنحو 1 أو 10% لمعظم الأنواع من فصيلة السنوريات، كما ويعرف بأن البج يحفر الجحور في بعض الأحيان للإمساك بالفريسة.
هذه السنوريات حيوانات انفرادية تتخاطب مع بعضها عن طريق رش البول على النباتات والشجيرات وتعليمها باللعاب، كما وتتخاطب بواسطة بعض الأصوات مثل الصراخ الحاد، الزمجرة، والخرخرة. تتفادى هذه الحيوانات النزاع مع بعضها إجمالًا، إلا أنه يمكنها أن تتقاتل بحال تقاطعت مناطقها مع بعضها، وعندما يفاجأ البج فسوف يحتمي في مكان آمن، وبحال فوجئ أو تهدد على حين غرّة فسوف يرفع ذيله ويهرب بسرعة مغيرًا اتجاهه فجأة أو قافزًا. يعتبر البج حيوان غسقيّ حيث تكون ذروة نشاطه بين الساعة العاشرة والحادية عشر ليلًا، وبين الخامسة والرابعة فجرًا. تبلغ فترة حمل الأنثى قرابة الثلاثة أشهر، عادة ما بين 66 و 77 يومًا، ويتألف البطن من صغيرين أو ثلاثة تسمّى بالهريرات، وقد يحوي البطن أحيانًا صغيرًا واحدًا فقط، كما وقد يصل عدد الصغار فيه إلى 5. وتقوم الأم بتربية صغارها في موقع محميّ جيدًا مثل جحر خنزير أرض مهجور، وبحال لم يوجد مكان كهذا فإنها تكتفي بمكان أقل تحصينًا كأن تخبئها وراء أو تحت الأجمات. يشغل الصيد وإحضار الطعام إلى الصغار معظم وقت الأم خلال النهار، وتستمر الأم بإحضار الفرائس لصغارها الذكور إلى أن يصبحوا قادرين على الصيد بأنفسهم، أما الإناث فإنها تتحمل وجودها إلى جانبها تحملًا أكبر ولعلّ هذا ما يشرح سبب القرابة بين الإناث التي تتقاطع مناطقها مع بعضها.
تفترس النمور وغيرها من السنوريات الكبيرة البج بحال أمسكت به، إلا أن أخطر عدو على هذه الحيوانات يبقى الإنسان، فهذه الحيوانات تُصاد بكثرة للحصول على فراؤها مما أدى إلى انقراضها من إقليم رأس الرجاء الصالح في جنوب إفريقيا، وندرتها في المناطق شمال الصحراء الكبرى، إلا أنها من ناحية أخرى لا تزال وافرة العدد في إفريقيا الغربية والشرقية.

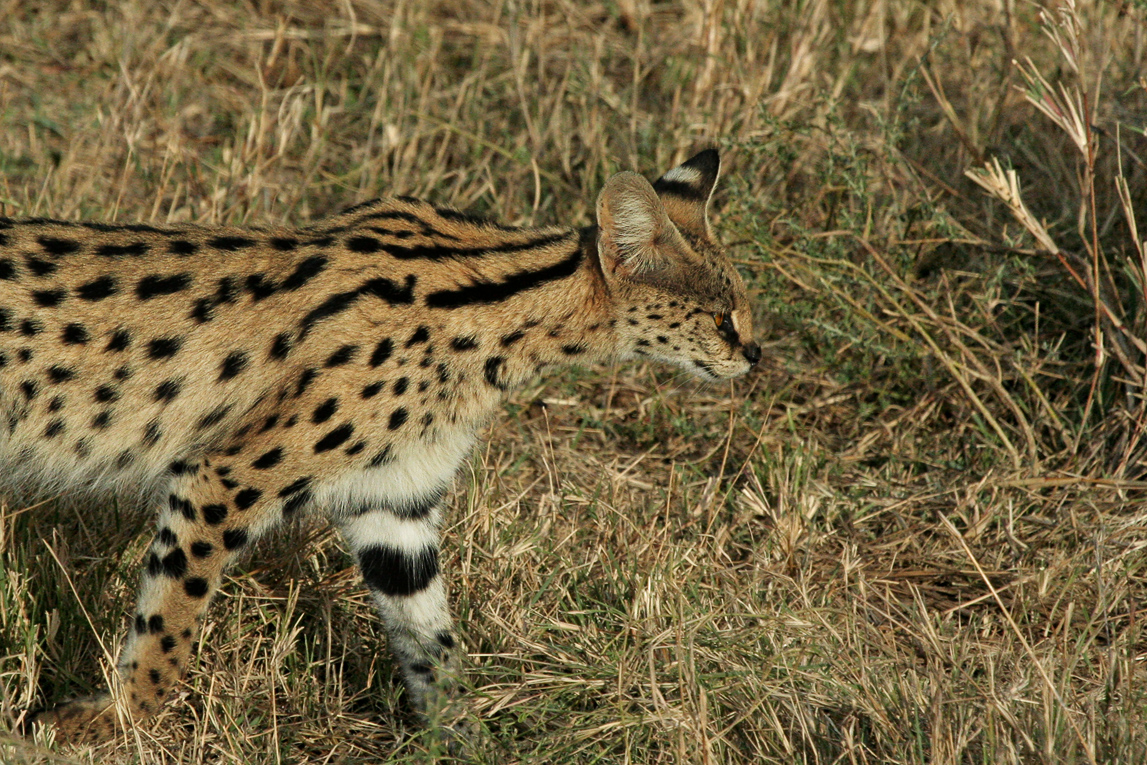
بج في سهل السرينغيتي في تنزانيا

### إصدار الأصوات
ينتمي البج لمجموعة «الهررة المخرخرة»، أي الصوت الذي من صفاته أنه يُصدر عن طريق استنشاق وزفير الهواء في الوقت نفسه. يمكن سماع بج يخرخر على موقع خطاب الخرخرة لروبرت إيكلوند  أو على صفحة روبرت إيكلوند للحياة البرية. نسخة محفوظة 5 يوليو 2017 على موقع واي باك مشين. يصدر البج أيضًا عدد من الأصوات الأخرى بما فيها السقسقة الحادة، الهسهسة، السعال، الزمجرة، القباع، والمواء.

### الأنماط اللونيّة

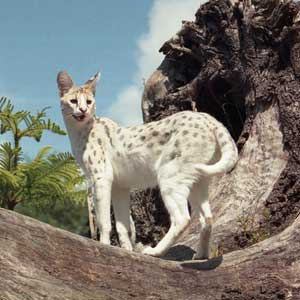
البج الأبيض المسمّى "فرعون" في "مؤسسة إنقاذ السنوريات الكبيرة"

للبج ثلاثة أنماط لونيّة رئيسة، أكثرها شيوعًا هو «النمط المألوف» الذي يكون فيه الحيوان أسمر اللون ومرقط برقط سوداء، وهناك أيضًا «النمط الأسود» حيث يكون البج أسود بالكامل، وقد وردت تقارير تفيد بوجود هذا النمط في البريّة وفي الأسر على حد سواء. وبالإضافة لهذين النمطين فهناك أيضًا «النمط الأبيض» الذي يكون صاحبه أبيض اللون ومرقط برقط سوداء، ولم يُبلَّغ عن وجود هذا النمط في البرية أبدًا كما أنه لم يظهر في الأسر سوى في أربع حالات. إحداها كانت في كندا، حيث وُلد بج أبيض ومات عندما بلغ الأسبوعين من العمر خلال أوائل التسعينات في القرن العشرين؛ أما الثلاثة الباقون (جميعهم ذكور) فقد ولدوا في إحدى مؤسسات الحياة البرية في عاميّ 1997 و 1999 إلا أن أحدهم، والذي أطلق عليه اسم «كونغو» نفق، أما الإثنين المتبقيين فقد أطلق عليهما اسم «تونغو» و«فرعون».

### استئناس النوع
كان البج قد اُستؤنس من قبل الأفارقة في العصور القديمة، كما كان المصريون القدماء يعبدون هذه الحيوانات بصفتها ألهة ويحتفظون بها كحيوانات أليفة. تطوّر هذه الحيوانات رابطة وثيقة جدًا مع مالكيها من البشر، وهي غالبًا ما تختار فرد واحد من الأشخاص الموجودين في المنزل كي ترتبط به ارتباطًا وثيقًا، إلا أنه عندما ترتبط هذه الحيوانات بعائلة معينة فإنه يصبح من الصعب جدًا عليها تقبّل عائلة أخرى بحال نُقلت إليها، ويمكنها أن تُظهر علامات عن عدم الرضى بحال حصل ذلك، لذلك فإنه يُنصح أن يكون الشخص الراغب بتربية بج قادرًا على إبقائها في منزله طيلة حياتها. وفي الولايات المتحدة يتطلب الاحتفاظ ببج الحصول على ترخيص مناسب من الوكالة المحلية أو الفدرالية المناسبة. يتطلب الاحتفاظ بالبج التزامًا فائقًا وتخطيطًا مناسبًا من قبل الملاّك، وبالنسبة لأولئك الذين يتبعون هذا الأسلوب فإن البج يُشكل حيوانًا أليفًا ممتازًا ومحبًا.

### التهجين مع أنواع أخرى من السنوريات
هُجِّنَ البج مؤخرًا مع الهررة المستأنسة لإنتاج هجين جديد من القطط الأليفة تدعى «بالسفانا». تميل هذه الحيوانات لأن تكون أصغر حجمًا من البج لكنها تمتلك رقطًا مماثلة لرقطه كما يكون لونها مماثلًا للونه. تعتبر هذه الحيوانات قادرة على تحمّل وتقبّل تغيّر العائلات التي تتبناها، كما يمكنها تعلّم بعض عادات الهررة المستأنسة التي لا يتعلمها البج بسهولة مثل التبرّز في المكان المخصص لها، كما تكون أكثر ودًّا واجتماعيةً مع الغرباء. تكون الحيوانات من الجيل الأول للتهجين مرتفعة الثمن، وذلك يعود لصعوبة تزويج البج بالهررة، وفي الولايات المتحدة فإن معظم الولايات تنظر على الهجين بين سنور بري وهر مستأنس على أنه قط مستأنس بدوره، ولذا فإن الشروط اللازم توافرها لاقتناء هذه الحيوانات هي نفسها المتطلبة للاحتفاظ بقط أليف. كما تمّ تهجين البج مع عناق الأرض أيضًا.

## تمثيل البج في الأدب والملكيّة
كان البج (بالإيطالية: gattopardo = غاتو باردو = القط النمر) رمزًا لعائلة توماسي وهم أمراء جزيرة لامبيدوسا الإيطالية الذي كان أحد أبرز أعضائها أحد أهم الأدباء الإيطاليين في القرن العشرين وهو غوسيب توماسي دي لامبيدوسا.

## وصلات خارجية
- serval-cats.com - صور، مربين، وبعض المعلومات حول البج وسلالات الهررة المستأنسة
- موقع الاتحاد العالمي للحفاظ على الحياة البرية نسخة محفوظة 5 أبريل 2005 على موقع واي باك مشين. – معلومات مفصلة
- cat survival trust – معلومات أساسية وبعض الرسوم
- موقع السنوريات الكبيرة – بعض المعلومات
- موقع حديقة حيوانات سيارا سفاري – بعض المعلومات العامة
- موقع البج – البج في البرية وكحيوان مستأنس
- ExoticCatz.com – البج كحيوان مستأنس